# Мовчан Артем Володимирович
Артем Володимирович Мовчан — старший солдат Окремого загону спеціального призначення «Азов», в складі якого проходив службу з 2014 року.

## Життєпис
Народився 14 серпня 1988 в селі Зороків Житомирської області.
Старший кулеметник, водолаз 1 відділення розвідки взводу розвідки спеціального призначення ОЗСП «Азов».
24 лютого 2022 проходив навчання на сержанта в іншому місті і з іншими азовцями з Західної України за 4 дні прорвалися в напівоточений Маріуполь на автобусі, який їм віддали в одному з аеропортів.
Загинув 11 березня 2022, під час виконання бойового завдання в Маріуполі. Отримав поранення, несумісні з життям.

## Нагороди
- орден «За мужність» III ступеня (2022, посмертно) — за особисту мужність і самовіддані дії, виявлені у захисті державного суверенітету та територіальної цілісності України, вірність військовій присязі, зразкове виконання службового обов’язку.